# Бронзани Мајдан
Бронзани Мајдан је насељено мјесто и сједиште мјесне заједнице на подручју града Бање Луке, Република Српска, БиХ. Према прелиминарним подацима пописа становништва 2013. године, у овом насељеном мјесту је пописано 614 лица.

## Географски положај
Налази се западно од Бање Луке на путу за Сански Мост и удаљен је 30 километара од центра града. У близини Бронзаног Мајдана, налази се познати манастир Гомионица. Мјесна заједница Бронзани Мајдан обухвата насељена мјеста Бронзани Мајдан, Обровац и Мелина.

## Историја
Бронзани Мајдан је био и сједиште општине која је укинута 1963. године и заједно са општинама Ивањска и Крупа на Врбасу припојена општини Бања Лука. На попису из 1961. године, општина Бронзани Мајдан имала је 18.046 становника, а обухватала је насељена места: Бистрица, Борковићи, Бронзани Мајдан, Вилуси, Голеши, Зеленци, Кмећани, Мелина, Обровац, Перван Горњи, Перван Доњи, Радманићи, Славићка, Стратинска и Суботица.

## Спорт
Насеље је сједиште фудбалског клуба Гомионица.

## Становништво
|             | 2013.        | 1991.          | 1981.          | 1971.         | 1961.        |
| Укупно      | 614 (100,0%) | 1 019 (100,0%) | 1 112 (100,0%) | 901 (100,0%)  | 802 (100,0%) |
| Срби        | 570 (92,83%) | 529 (51,91%)   | 618 (55,58%)   | 419 (46,50%)  | –            |
| Бошњаци     | 32 (5,212%)  | 420 (41,22%)1  | 411 (36,96%)1  | 428 (47,50%)1 | –            |
| Муслимани   | 6 (0,977%)   | –              | –              | –             | –            |
| Неизјашњени | 4 (0,651%)   | –              | –              | –             | –            |
| Хрвати      | 2 (0,326%)   | 19 (1,865%)    | 25 (2,248%)    | 40 (4,440%)   | –            |
| Југословени | –            | 31 (3,042%)    | 38 (3,417%)    | 6 (0,666%)    | –            |
| Остали      | –            | 20 (1,963%)    | 8 (0,719%)     | 4 (0,444%)    | –            |
| Црногорци   | –            | –              | 6 (0,540%)     | 3 (0,333%)    | –            |
| Роми        | –            | –              | 4 (0,360%)     | –             | –            |
| Македонци   | –            | –              | 1 (0,090%)     | 1 (0,111%)    | –            |
| Албанци     | –            | –              | 1 (0,090%)     | –             | –            |

1. 1 На пописима од 1971. до 1991. Бошњаци су пописивани углавном као Муслимани.

| Националност (мјесна заједница) | 1991. |
| Срби                            | 2.789 |
| Муслимани                       | 421   |
| Хрвати                          | 43    |
| Југословени                     | 36    |
| остали и непознато              | 36    |
| Укупно                          | 3.325 |